# Ján Markoš
Ján Markoš (ur. 2 lipca 1985 w Bańskiej Bystrzycy) – słowacki szachista, arcymistrz od 2007 roku.

## Kariera szachowa
W roku 1997 zdobył w Żylinie tytuł mistrza Słowacji juniorów do lat 12. Rok później zadebiutował w finale indywidualnych mistrzostw kraju. W 1999 zdobył kolejne złote medale w kategorii juniorów do lat 14 i 16. W 2000 zdobył w Chalkidiki tytuł mistrza Europy juniorów do lat 16, triumfował w mistrzostwach Słowacji juniorów do lat 16 oraz osiągnął duży sukces, zwyciężając w rozegranych w Zwoleniu otwartych indywidualnych mistrzostwach kraju. Rok później zdobył w Bratysławie tytuł mistrza kraju w kategorii do lat 20. W 2006 podzielił I miejsce (wraz z Tomasem Petrikiem) w mistrzostwach Słowacji rozegranych w Bańskiej Szczawnicy, ale z powodu gorszej wartościowości otrzymał medal srebrny. W 2007 r. ponownie zdobył srebrny medal w indywidualnych mistrzostwach kraju. W 2008 r. podzielił I m. w międzynarodowych mistrzostwach Szkocji, rozegranych w Glasgow.
Pięciokrotnie (w latach 2000–2010) reprezentował barwy narodowe na szachowych olimpiadach, jak również (w 2001) w drużynowych mistrzostwach Europy.
Najwyższy ranking w dotychczasowej karierze osiągnął 1 września 2011 r., z wynikiem 2596 zajmował wówczas 1. miejsce wśród słowackich szachistów.